# 楊芳聲
楊芳聲，生卒年代不詳，直隸萬全左衛人。清朝官员。貢生出身。曾任福建同安縣令。康熙二十三年（1684年），調臺灣鳳山縣知縣。楊芳聲任內興建縣治於興隆莊（今高雄市左營舊城），並大肆興學。任滿後晉陞為戶部江南司主事。

## 在臺政績

### 縣治
康熙廿三年設縣治於興隆莊。

### 養濟院
康熙二十三年（1684年），鳳山縣和臺灣縣及嘉義縣，各在該縣設立養濟院，兼收韓生氏病患（即俗稱之痲瘋）。

### 台灣府志
康熙二十四年（1685年）台灣知府蔣毓英奉命纂輯台灣府志，以作為一統志與福建通志採輯之用。由諸羅縣知縣季麒光及鳳山縣知縣楊芳聲負責纂輯，其中季麒光出力最多。然而，府志初稿完成之後並未立即付梓，蔣毓英離臺後，才由其子國祥、國祚在中國大陸校刻刊行，名為臺灣府志。

### 鳳山舊城孔子廟
清康熙二十三年（1684年）楊芳聲就任後，立即在縣治之所埤仔頭搭大成殿，建置儒學，並以蓮池潭為泮池，其後為崇聖祠。康熙廿四年（1685年），御書「萬世師表」匾額掛於堂內；康熙二十五年（1686年），御製「至聖先師孔子贊」和「四賢贊」（即顏子、曾子、子思和孟子）勒石於縣學內，在左營舊城外設明倫堂。康熙二十六年（1687年），於學宮照牆側，立「奉　旨文武官員軍民人等至此下馬」碑，以彰顯學宮之尊，是當時鳳山縣的教育中心，目前舊孔廟僅存位於舊城國小內的崇聖祠，目前為台灣三級古蹟。

### 大覺寺
清康熙二十八年（1689年）建寺，舊稱翠屏岩，1964年更名為大覺寺。位於高雄市大社區內，正殿供奉釋迦牟尼佛，兩側為文殊與普賢菩薩，是為宮殿式建築。大覺寺的由來有一傳說，當時臺南、橋頭兩地巨紳為先人選墓地，同時看中觀音山下的一處墓穴，為標誌信物，一戶埋銅錢，而一戶埋鐵釘。而鐵釘恰巧釘在銅錢的方孔上，故不知到底是先埋銅錢或先埋鐵釘。後來兩戶訴諸官府，當時知縣楊芳聲判「巧據之私，何若公獻」，兩戶皆嘆服，之後原地建寺奉佛，並呈報皇帝，康熙帝敕賜名「翠屏岩」。現今寺內後殿仍有鐵釘穿透銅錢的註記圖徽。